# Petter Solberg
Petter Solberg (Askin, Noruega, 18 de novembre del 1974) va ser un pilot professional de ral·lis que va disputar el Campionat Mundial de Ral·lis, aconseguint guanyar-lo l'any 2003 amb un Subaru Impreza WRC. També ha estat campió Mundial de Ral·li Cross els anys 2014 i 2015. Actualment està retirat de la competició. És el pare del també pilot de ral·lis Oliver Solberg.

## Ral·lis

### Inicis
Solberg ja va guanyar un campionat de ral·lis a l'edat de 13 anys. Posteriorment, l'any 1998 va guanyar el Campionat Noruec de Ral·lis en un any en què va realitzar la seva primera participació al Campionat del món tot disputant el Ral·li de Suècia amb un Toyota Celica GT-Four.

### Ford (1999-2000)
L'any 1999 fitxa com a segon pilot parcial del Ford World Rally Team. Tant la temporada 1999 com la 2000 disputa sis ral·lis amb Ford, aconseguint com a millor resultat un quart lloc al Ral·li de Nova Zelanda l'any 2000.

### Subaru (2000-2008)
L'any 2000, malgrat disputar sis ral·lis amb Ford, finalitza la temporada amb Subaru, amb qui disputa quatre ral·lis més. A partir de la següent temporada es convertirà en pilot del Subaru World Rally Team fins al 2008.
L'any 2002 aconsegueix la seva primera victòria al Mundial després d'imposar-se al Ral·li de Gal·les, acabant aquella temporada com a subcampió per darrere de Marcus Grönholm amb Peugeot. L'any següent si que guanyaria el Campionat Mundial amb la victòria a 4 ral·lis.
Les següent temporades, la 2004 i la 2005, Solberg finalitzaria subcampió mundial, ambdues superat per Sébastien Loeb amb Citroën. No obstant, guanyaria vuit ral·lis més en aquests dos anys.

### Petter Solberg WRT (2009-2011)
La retirada del equip Subaru del Mundial deixà a Solberg sense equip, motiu pel qual Petter Solberg decideix crear el seu propi equip, el Petter Solberg World Rally Team. Aquest projecte es porta a terme durant tres temporades, utilitzant com a vehicle per competir primer un Citroën Xsara WRC, per passar a un Citroën C4 WRC i, finalment, utilitzar un Citroën DS3 WRC la darrera temporada.
Solberg no aconseguiria cap victòria, però si diversos podis, finalitzant la temporada 2010 en tercera posició del Campionat Mundial per darrere de Sébastien Loeb i Jari-Matti Latvala.

### Ford (2012)
La temporada 2012 retorna al Ford World Rally Team amb un Ford Fiesta RS WRC, aconseguint 5 podis i finalitzant en cinquena posició el campionat.
Al acabar la temporada, Ford anuncia la seva retirada del Campionat Mundial, amb el qual un cop més Solberg es queda sense equip, decidint retirar-se de la competició.

## Ral·li Cross
Després de la seva retirada dels ral·lis, l'any 2013 Solberg disputa el Campionat d'Europa de Ral·li Cross dins de la categoria Supercars amb un Citroën DS3. Acabaria el campionat en vuitena posició.
L'any 2014 dona el pas al Campionat Mundial de Ral·li Cross de nou amb un Citroën DS3, alçant-se amb el títol Mundial. La temporada següent revalidaria el títol de nou.
Un cop finalitzada la temporada 2018, Solberg anuncià la seva retirada definitiva de les competicions de motor.

## Victòries a Ral·lis

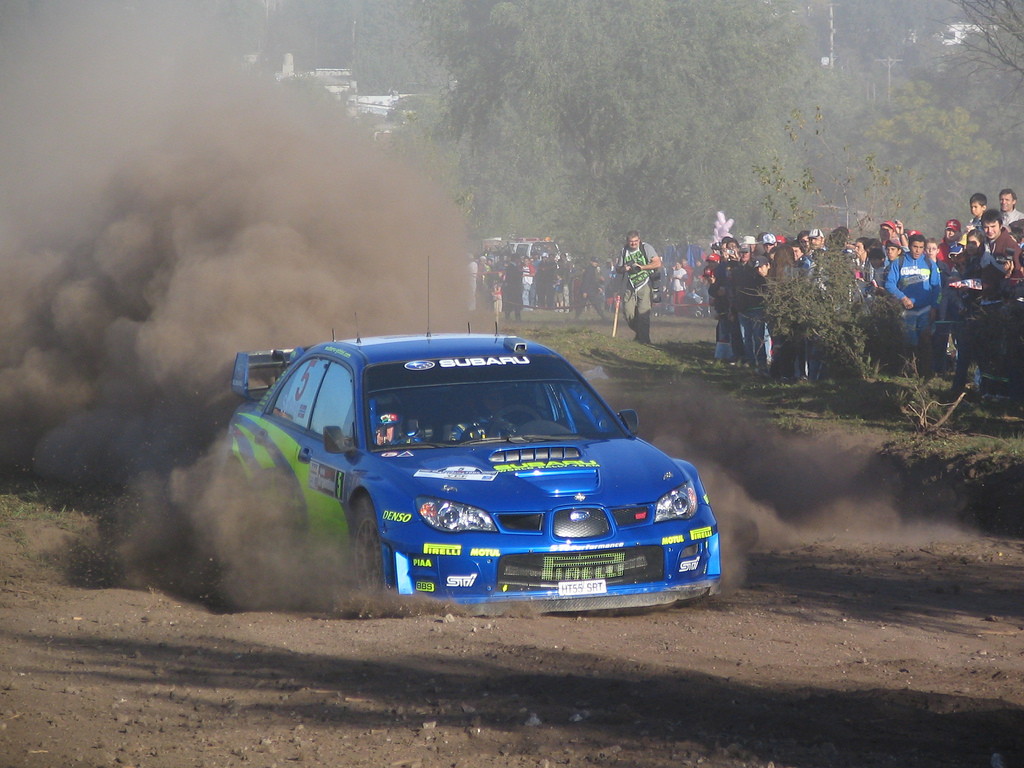
Ral·li de l'Argentina 2006.

2002Ral·li de Gal·les
2003
- Ral·li de Xipre
- Ral·li d'Austràlia
- Ral·li de Còrsega
- Ral·li de Gal·les

2004
- Ral·li de Nova Zelanda
- Ral·li d'Acròpolis
- Ral·li del Japó
- Ral·li de Gal·les
- Ral·li de Sardenya

2005
- Ral·li de Suècia
- Ral·li de Mèxic
- Ral·li de Gal·les